# Austinella
Austinella é um gênero de plaesiomydae alimentadora de suspensão que foi extinta no paleozoico.

### Fósseis
Os fosseis foram achados nos seguintes locais: Canadá, Alasca, Estados Unidos, Cazaquistão e China.

### Espécies
- †austinella multicostella
- †austinella pattoni
- †austinella sarybulakensis
- †austinella scovvil[1][2]